# Elvis' Gold Records, Vol. 2: 50,000,000 Elvis Fans Can't Be Wrong
Elvis' Gold Records, Vol. 2 med undertiteln 50,000,000 Elvis Fans Can't Be Wrong är ett samlingsalbum av den amerikanske sångaren och musikern Elvis Presley, släppt av RCA Victor i mono (LPM 2075) den 13 november 1959. Det är det andra av fem Elvis' Golden Records- eller Elvis' Gold Records-album utgivna på RCA Victor, av vilka de fyra första utgavs under Elvis Presleys livstid. Det består av hans hitsinglar inspelade 1957 och 1958 och utgivna åren 1958 och 1959. På albumet återfinns "Don't" och "A Big Hunk o' Love", som båda var listettor på den amerikanska singellistan. Därutöver ingår bland annat "I Need Your Love Tonight", "Wear My Ring Around Your Neck", "One Night" och "(Now and Then There's) A Fool Such as I", vilka alla nådde topp fyra på samma lista.
Albumet, som utkom under Elvis Presleys militärtjänstgöringsperiod, nådde plats 31 på Billboards Albumlista, medan det på konkurrerande Cashbox nådde plats 14. I Storbritannien nådde albumet 4:e plats på UK Albums Chart. Det certifierades guld i november 1966 och platina i mars 1992 av Recording Industry Association of America (RIAA) för en försäljning av en miljon exemplar i USA. Framsidan på skivfodralet, med flera bilder av Elvis iförd en guldlamékostym, har blivit en popklassiker som vid åtskilliga tillfällen har kopierats av andra artister.

## Bakgrund

### Militärtjänstgöringen

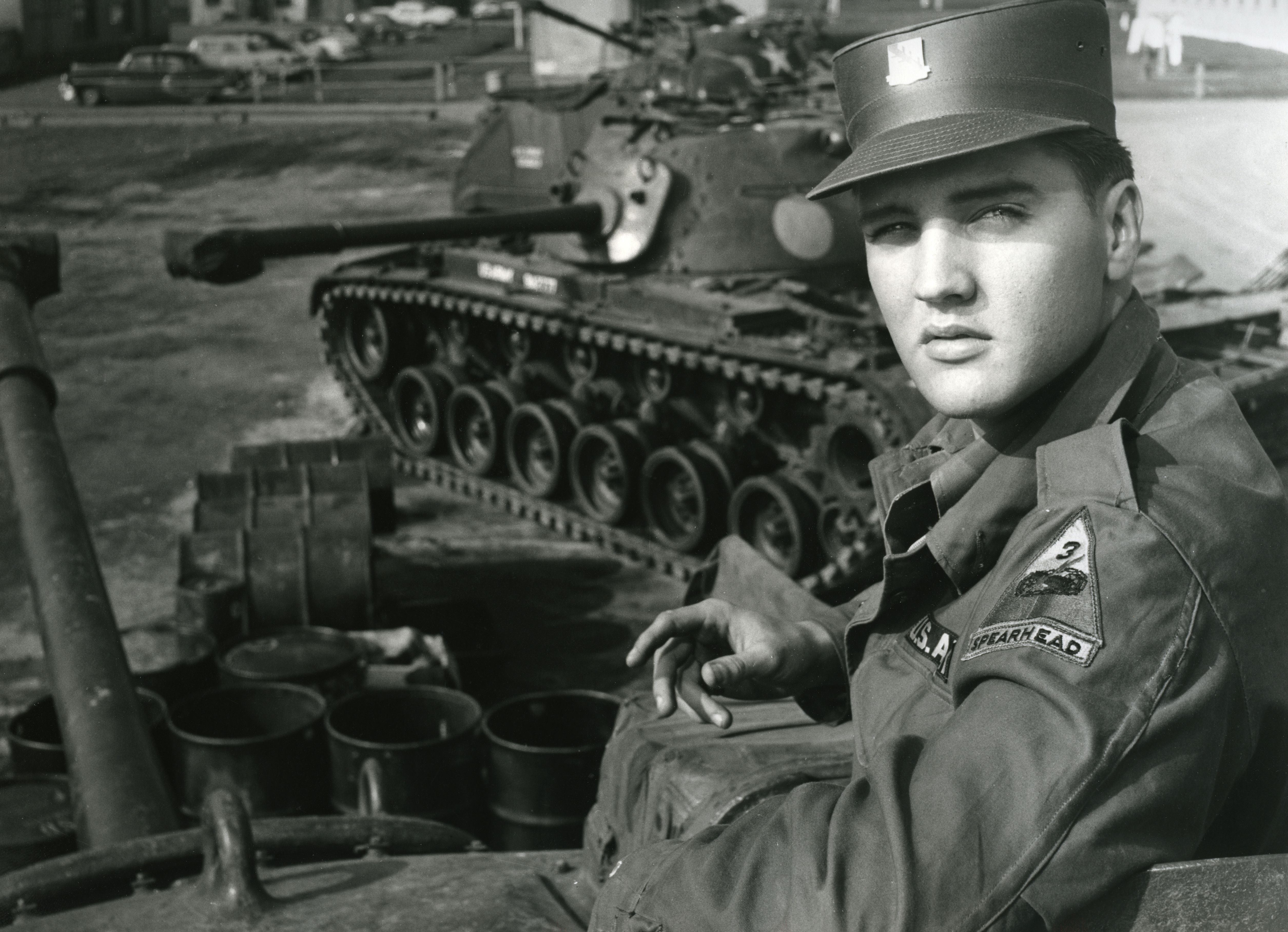
Elvis Presley under sin militärtjänstgöring i Västtyskland.

Den 24 mars 1958 påbörjade Elvis Presley sin tvååriga militärtjänstgöringsperiod. Han skulle genomgå grundutbildning under ett halvår i USA och sedan slutföra utbildningen under ett och ett halvt år i dåvarande Västtyskland. Under denna tid skulle Elvis manager Tom Parker och Elvis skivbolag RCA Victor sköta Elvis karriär i USA. Det gjorde de främst genom att dels ompaketera material som redan tidigare hade släppts som singlar och på album, dels ge ut nya låtar från ett litet och snabbt krympande lager av kvarvarande Elvis-inspelningar. Ett av de problem som RCA stod inför var bristen på outgivet material. De få låtar som fanns att tillgå var man tvungen att ge ut med återhållsamhet och eftertanke.

### Ompaketering av tidigare utgivet material
Parker satte samman Elvis äldre singlar till en serie av ep (utökade singelskivor med vanligen fyra till sex låtar) under namnet A Touch of Gold och sammanställde tre nya samlingsalbum. For LP Fans Only utkom i februari 1959 och A Date with Elvis i juli 1959. Båda bestod huvudsakligen av låtar från Elvis tidiga period. I november 1959 släpptes Elvis' Gold Records, Vol. 2: 50,000,000 Elvis Fans Can't Be Wrong bestående av låtar från fem singelskivor – låtar som aldrig tidigare hade givits ut på lp.

## Studioinspelningarna

### Elvis' Gold Records, Vol. 2
Elvis' Gold Records, Vol. 2, också med titeln 50,000,000 Elvis Fans Can't Be Wrong, är ett samlingsalbum som består av tio låtar från de båda sidorna på fem singlar som hade givits ut under 1958 och 1959. Två av dessa låtar hade hamnat på första plats på singellistan i USA, och sammantaget hade sex av de tio låtarna nått topp 4 och åtta nått topp 10. Samtliga singlar hade sålt i över en miljon exemplar, som vid denna tid var gränsen för att de skulle uppnå status som guldskivor.
Albumet utgavs den 13 november 1959 under Elvis Presleys tvååriga bortovaro från musikscenen. Detta var Elvis andra samlingsalbum bestående av guldsäljande låtar och i jämförelse med volym 1, som utkom i mars 1958 under namnet Elvis' Golden Records, kom det att sälja dåligt – så småningom drygt en miljon jämfört med föregångarens sex miljoner sålda exemplar. Albumet bestod också av enbart 10 låtar jämfört med 14 på det förra. En av de singlar som utkom under samma period som de övriga, togs inte med på albumet. "Hard Headed Woman" parad med "Don't Ask Me Why" från filmen King Creole var likaså en miljonsäljande singel. "Hard Headed Woman" nådde 1:a plats på Diskjockeylistan och 2:a plats på Top 100-listan. Dessa låtar hade dock redan släppts på King Creole-albumet och det var sannolikt orsaken till att de inte kom med på Elvis' Gold Records, Vol. 2.

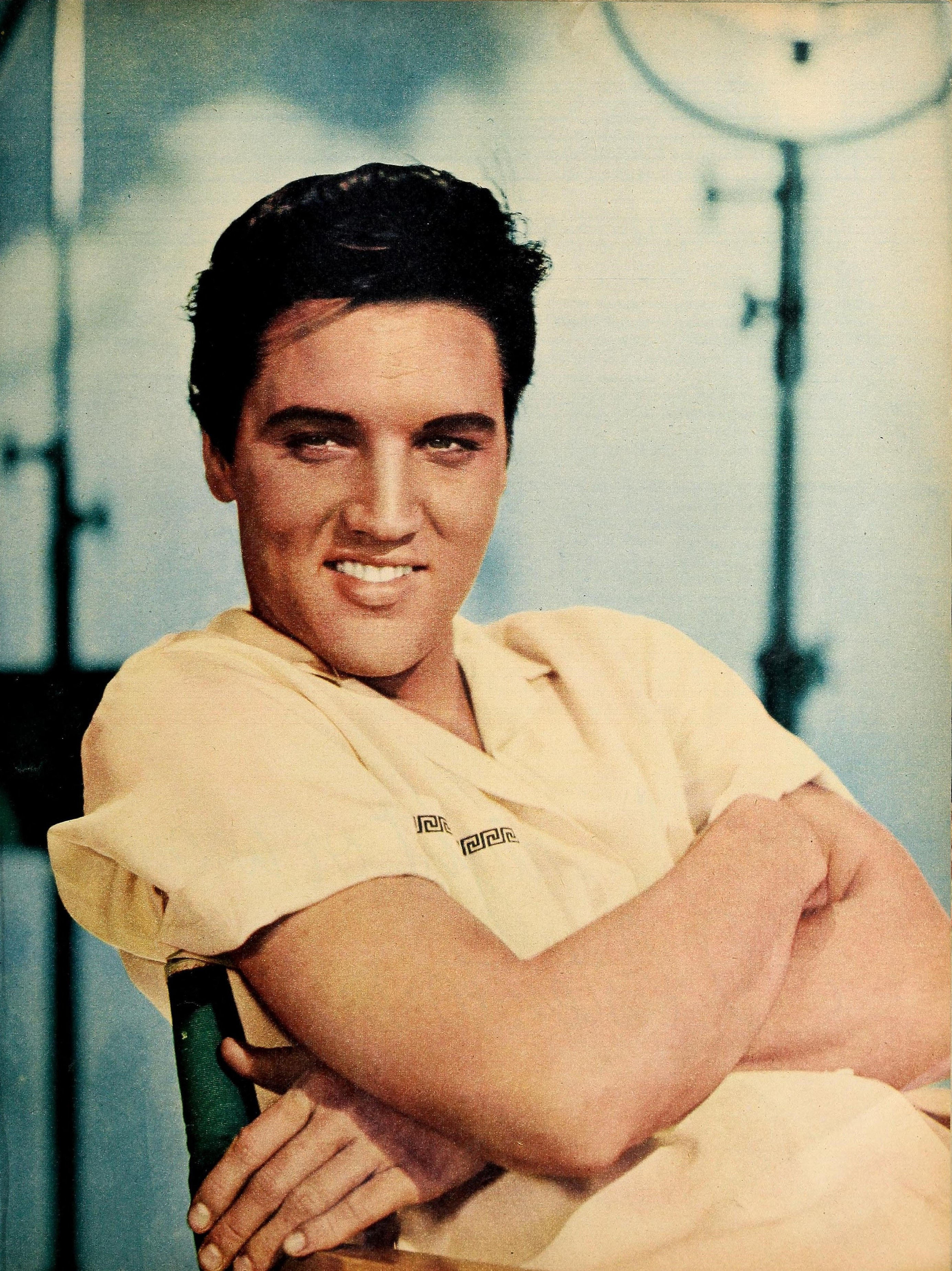
Elvis Presley under inspelningen av filmen King Creole i början av 1958, strax innan han skulle påbörja sin militärtjänstgöring.

De tio låtarna på skivan hade spelats in vid fyra tillfällen. "I Beg Of You" och "One Night" spelades in under en session den 23–24 februari 1957. "My Wish Came True" och "Don't" spelades in under en session den 6–7 september 1957 (då man i övrigt spelade in låtar till julskivan Elvis' Christmas Album). "Doncha' Think It's Time" och "Wear My Ring Around Your Neck" tillkom vid en session den 1 februari 1958. Vid alla tre tillfällen skedde inspelningarna i Radio Recorders Studio 1 i Hollywood i Kalifornien. Den sista sessionen var en extrainsatt sådan och ägde rum från kvällen den 10 till morgonen den 11 juni 1958 i skivbolaget RCA:s egen nybyggda studio B i Nashville i Elvis Presleys hemdelstat Tennessee. Man spelade vid det tillfället in "I Need Your Love Tonight", "A Big Hunk O' Love", "(Now and Then There's) A Fool Such as I" och "I Got Stung" (och även "Ain't That Loving You Baby" som släpptes på singel först 1964). Tio låtar från dessa inspelningar parades samman på fem singelskivor som gavs ut i följande ordning:
- Don't / I Beg of You (7 januari 1958)[31][32]
- Wear My Ring Around Your Neck / Doncha' Think It's Time (1 april 1958)[29][33][34]
- One Night / I Got Stung (21 oktober 1958)[35]
- (Now and Then There's) A Fool Such as I / I Need Your Love Tonight (10 mars 1959)[36][13]
- A Big Hunk o' Love / My Wish Came True (23 juni 1959)[37]

I Storbritannien gavs albumet ut med 14 låtar i stället för med 10, genom att ytterligare två singelskivor hade lagts till. Albumet utkom där i juni 1960 och hade utökats med "Loving You" och "(Let Me Be Your) Teddy Bear" samt "Jailhouse Rock" och "Treat Me Nice". Namnet var då "Elvis' Golden Records Vol. 2" eller "Volume 2" och uttrycket "50,000,000 Elvis Fans Can't Be Wrong" saknades helt på skivomslaget".

### Den sista inspelningssessionen
Från den stund det blev känt att Elvis Presley skulle inkallas till militärtjänstgöring hade det varit ett ständigt bråk mellan Elvis manager Tom Parker och RCA:s representant Steve Sholes. Parker ansåg att suget efter Elvis och likaså hans popularitet skulle bli ännu större ifall han inte exponerades speciellt mycket för fansen och allmänheten. Han hade därför beslutat att det inte skulle bli några inspelningssessioner under de två år som Elvis var inkallad. I stället skulle allt som dittills hade spelats in återutges i albumform. Parker trodde också att uppehållet i Elvis karriär skulle möjliggöra för denne att locka en bredare publik vid återkomsten.

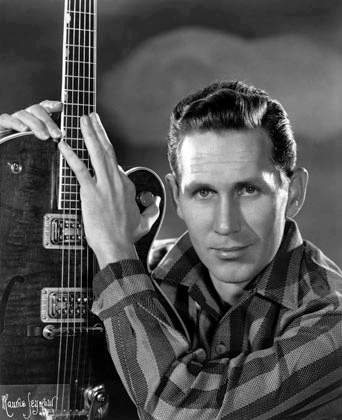
Chet Atkins som spelade gitarr under Elvis sista studioinspelningssession på nästan två år.

RCA, liksom Elvis själv, oroade sig däremot för att Elvis karriär inte skulle återhämta sig om han inte höll kontakten med sina fans musikaliskt under uppehållet. Efter flera överläggningar mellan Steve Sholes, Tom Parker och Elvis gick Parker till sist med på att låta Elvis göra en enda natts ytterligare inspelningar i RCA:s nya Studio B i Nashville efter det att Elvis redan hade påbörjat sin sex månader långa grundträning i USA. Elvis kunde ha insisterat på mer, eftersom inget hindrade honom från att spela in under sin lediga tid.
Under den första helgledigheten, under tio timmar från klockan sju på kvällen den 10 juni till klockan fem på morgonen den 11 juni, spelade Elvis in fem världsomspännande hitsinglar. Eftersom Scotty Moore och Bill Black var bokade på annat håll, kom det att bli Elvis första inspelningssession någonsin utan dessa båda från den ursprungliga gruppen Blue Moon Boys. I stället anlitades de sessionsmusiker som var kända som "Nashville A-Team". Från den gamla uppsättningen återstod endast trummisen D. J. Fontana och backupgruppen The Jordanaires. I övrigt bestod bandet av Hank Garland och Chet Atkins på gitarr, Bob Moore på bas, Buddy Harman på trummor och slagverk och Floyd Cramer på piano. De visade sig också arbeta betydligt snabbare och de RCA-ansvariga var överlyckliga över det färdiga resultatet. Elvis var entusiastisk över bandets musikaliska mångsidighet och skicklighet. Tom Parker var däremot mindre entusiastisk och ansåg att bandet var för högljutt och skränigt. Detta blev Elvis sista inspelningssession på nästan två år.

## Komposition och stil
"Don't" skrevs av låtskrivarparet Jerry Leiber och Mike Stoller åt Elvis direkt på dennes önskan om att få en verkligt vacker ballad och därför med Elvis i åtanke. Men i stället för att gå genom de rätta kanalerna, gav de låten direkt till Elvis, vilket gjorde Elvis manager Tom Parker mycket irriterad och upprörd. Elvis spelade in "Don't" den 6 september 1957 i samband med inspelningen av sitt julalbum.
"I Beg of You" spelades in första gången den 13 januari 1957 i Radio Recorders studio 1 i Hollywood i Kalifornien och då i ett annat arrangemang än i den version som senare skulle ges ut. Skivversionen kom att spelas in en dryg månad senare, den 23 februari, på samma ställe, och sammantaget under de båda sessionerna behövdes 34 tagningar för att åstadkomma en master.
"Wear My Ring Around Your Neck" spelades in under en endagarssession den 1 februari 1958. Det var den sista schemalagda inspelningssessionen som inte avsåg ett soundtrack till en film, innan Elvis skulle påbörja sin tvååriga militärtjänstgöring den 24 mars 1958. Producenten Steve Sholes hade misslyckats med att få tag på Jerry Leiber och Mike Stoller och förmå dem att komma till studion för att hjälpa till med inspelningarna. För Sholes var det av yttersta vikt att spela in tillräckligt många slagkraftiga låtar, så att RCA hade en uppsättning låtar att ge ut under de två år som Elvis skulle vara borta. Men sessionen visade sig bli något av en katastrof med bara fyra låtar inspelade – inspelningar som Elvis dessutom inte var nöjd med. Rocklåten "Wear My Ring Around Your Neck" var tänkt att bli A-sidan på Elvis nästa singel, men man gjorde 22 tagningar utan att åstadkomma en inspelning som Elvis var tillfreds med. För att Elvis skulle gå med på att ge ut "Wear My Ring Around Your Neck" på singel, krävde han att mastern skulle överdubbas med en ny pianostämma och gitarrklappande backbeat-slagverk. Och för att förvissa sig om att resultatet blev som han ville ha det, gjorde han själv piano- och gitarrpåläggen på kvällen den 26 februari.
"Doncha' Think It's Time" spelades in under samma session som "Wear My Ring Around Your Neck". I det fallet krävdes 48 tagningar och ändå var man tvungen att klippa samman tre av dessa för att få en färdig master. Av misstag kom dessutom en annan version än singelversionen, bestående av annan uppsättning av ihopklippta tagningar, att ges ut på Elvis' Gold Records, Vol. 2.
Den version av "One Night" som gavs ut både på singel och på albumet Elvis' Gold Records, Vol. 2 spelades in den 23 februari 1957 i Radio Recorders studio 1 i Hollywood. Såväl Parker som Sholes ville ge ut "One Night" som singel. Elvis var motvillig. Han var inte nöjd med resultatet och ville göra om inspelningen, något som dock inte hann ske innan han åkte iväg till Västtyskland för sin fortsatta militärtjänstgöring. Det tog Parker ett helt år att övertyga Elvis om att hans inspelning av "One Night" var tillräckligt bra för att ges ut – och Elvis gav slutligen med sig. Elvis kom att framföra låten live många gånger senare, däribland på '68 Comeback Special.
"I Got Stung" var en nyskriven rocklåt som kom att spelas in under den extrainsatta inspelningssessionen den 10–11 juni 1958.
"A Fool Such as I" spelades in samtidigt som "I Got Stung" och var en låt i ett medelhögt tempo med en antydan till doo wop-stil tack vare The Jordanaires bakgrundssång. Den hade varit en country-hit 1952–1953 med Hank Snow. Men Elvis inspelning är inte direkt i countrystil, ej heller egentligen rock eller pop. Elvis behöll texten, likaså de grundläggande ackordbytena, men kom i grunden att återskapa låten som sin egen med ett eget arrangemang.
"I Need Your Love Tonight" spelades även den in vid samma tillfälle som de två föregående.
Elvis kom att framföra såväl den som "A Fool Such as I" live i Hawaii den 25 mars 1961 under välgörenhetsshowen till stöd för uppförandet av minnesmärket över USS Arizona.
"A Big Hunk o' Love" var den sista av inspelningarna från juni 1958 som gavs ut medan Elvis fortfarande var borta i samband med sin militärtjänstgöring. Elvis kom senare att inkludera denna rocklåt i sin livespellista från och med början av 1972 till början av 1974.
"My Wish Came True" var en Ivory Joe Hunter-ballad. Elvis spelade in den samma dag som han spelade in "Don't", den 6 september 1957. Trots att Elvis gillade låten och var fast besluten att få den rätt, var han ändå efter 28 tagningar inte nöjd med resultatet. Han gjorde därför två nya försök att spela in den, dels den 23 februari 1958 under King Creole-sessionen, dels den 1 februari 1958 i Radio Recorders studio, när han också spelade in "Wear My Ring Around Your Neck" och "Doncha' Think It's Time". Slutligen valdes dock den 28:e tagningen från det första tillfället ut till att bli B-sidan på singeln som utkom nästan två år efter att låten hade spelats in.

## Teman och texter

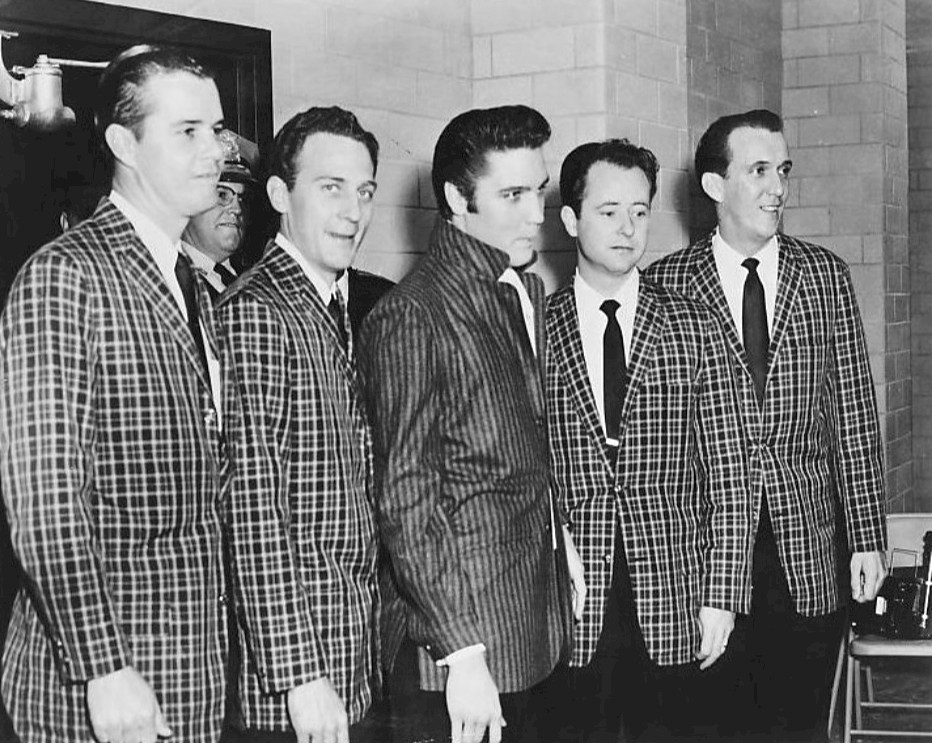
Elvis Presley i mitten tillsammans med backupgruppen The Jordanaires 1957.

"Don't" kan ses som en mer välartad version av "One Night" – vilken också hade varit det ursprungliga valet för singel-A-sidan innan den ersattes av "Don't". Det var den första riktigt långsamma, stillsamma ballad som Elvis gav ut på singel sedan "Love Me Tender", och den spelades in med mycket lätt instrumentell uppbackning. Den byggde mer på The Jordanaires bakgrundssång. "I Beg of You" påminner något om "Don't Be Cruel" om än i en tamare utformning, och arrangemanget är en aning invecklat. Låten utmärker sig av att Elvis vid ett tillfälle sjunger bryggan med början på ordet "hold" med en hes och raspig röst. "Wear My Ring Around Your Neck" kom att bli en av Elvis mest riviga, intensiva, glada och underhållande rocklåtar. "Doncha' Think It's Time" är en stillsam, melodisk låt framförd i ett medelhögt tempo i avslappnad stil.

"One Night" var en R&B-låt som Smiley Lewis hade haft en jämförelsevis liten hit med ett år tidigare. Elvis spelade in den första gången den 16 januari 1957 under sessionen till filmen Loving You, då med dess ursprungliga text, vilket har gjort denna inspelning känd under namnet "One Night of Sin". Låten, som handlade om det första besöket hos en prostituerad, hade en alldeles för vågad text för att kunna ges ut som en officiell utgåva. Därför sökte man tillstånd hos låtskrivarna om att kunna ändra texten, och "en natt i synd är det jag nu betalar för" blev till "en natt med dig är det jag nu hoppas på". En dryg månad senare, den 23 februari 1957, spelade Elvis in låten på nytt med den nya texten i Radio Recorders studio 1 i Hollywood. Originalinspelningen "One Night of Sin" kom att ges ut först 1983 på Elvis: A Legendary Performer Volume 4.
"I Got Stung" som tillkom under den sista inspelningssessionen var en vild och intensiv rocklåt utan någon förfinad och djupsinnig text. Det handlade mer om entusiasm och att åstadkomma ett medryckande sound än om att förmedla något speciellt budskap. "I Need Your Love Tonight" tillkom vid samma session. Det var en nyskriven mer hårdrockande låt. I likhet med de flesta låtar under denna session handlade det mer om ljud än om mening och stilen var såväl entusiastisk som vild. "A Big Hunk o' Love" var en av de mest högljudda av Nashvilleinspelningarna, och en av Elvis vildaste rocklåtar. "My Wish Came True" var en ballad och utmärkande för denna inspelning var Millie Kirkhams ordlösa, svävande sopransång genom större delen av låten.

### Skivans titel och skivfodralet
Det har länge funnits en osäkerhet och oenighet om vad som är detta albums titel, eller vilken av titlarna som ska nämnas först. På skivomslaget står med stora bokstäver i rött 50,000,000 ELVIS FANS CAN'T BE WRONG, och under i betydligt mindre svart text ELVIS' GOLD RECORDS – Volume 2. Men på skivetiketten på originalutgåvan står i stället enbart ELVIS' GOLD RECORDS, Vol. 2 med kommatecken och med Volume förkortat till Vol. med en punkt. Det var inte ovanligt att titeln på skivfodralet och skivetiketten skilde sig åt och i sådana fall brukar ofta titeln på skivetiketten ges företräde. På etiketten på alla originalskivor saknas texten "50,000,000 Elvis Fans Can't Be Wrong" men senare tillkommer också den på etiketten. Första gången så sker är 1962, och framöver kommer frasen att finnas tryckt på etiketten på vissa utgåvor och inte på andra, medan "Elvis' Gold Records" återfinns på alla etiketter. Det rör sig dessutom om den andra i en serie av fem Elvis' Gold Records- eller Elvis' Golden Records-album och även RCA skrev i sin reklam till återförsäljarna 1959 att skivans namn var "Elvis' Gold Records, Vol. 2." Albumets titel återges på varierande sätt i källorna. Ett antal av de främsta auktoriteterna på Elvis musik namnger dock skivan Elvis' Gold Records, Vol. 2 med 50,000,000 Elvis Fans Can't Be Wrong som en undertitel eller bara reklamslogan till detsamma. I Storbritannien gavs albumet ut med ett omslag på vilket "50,000,000 Elvis Fans Can't Be Wrong" helt saknades och det bara stod "Elvis' Golden Records Volume 2", samt på skivetiketten "Elvis' Golden Records Vol. 2".

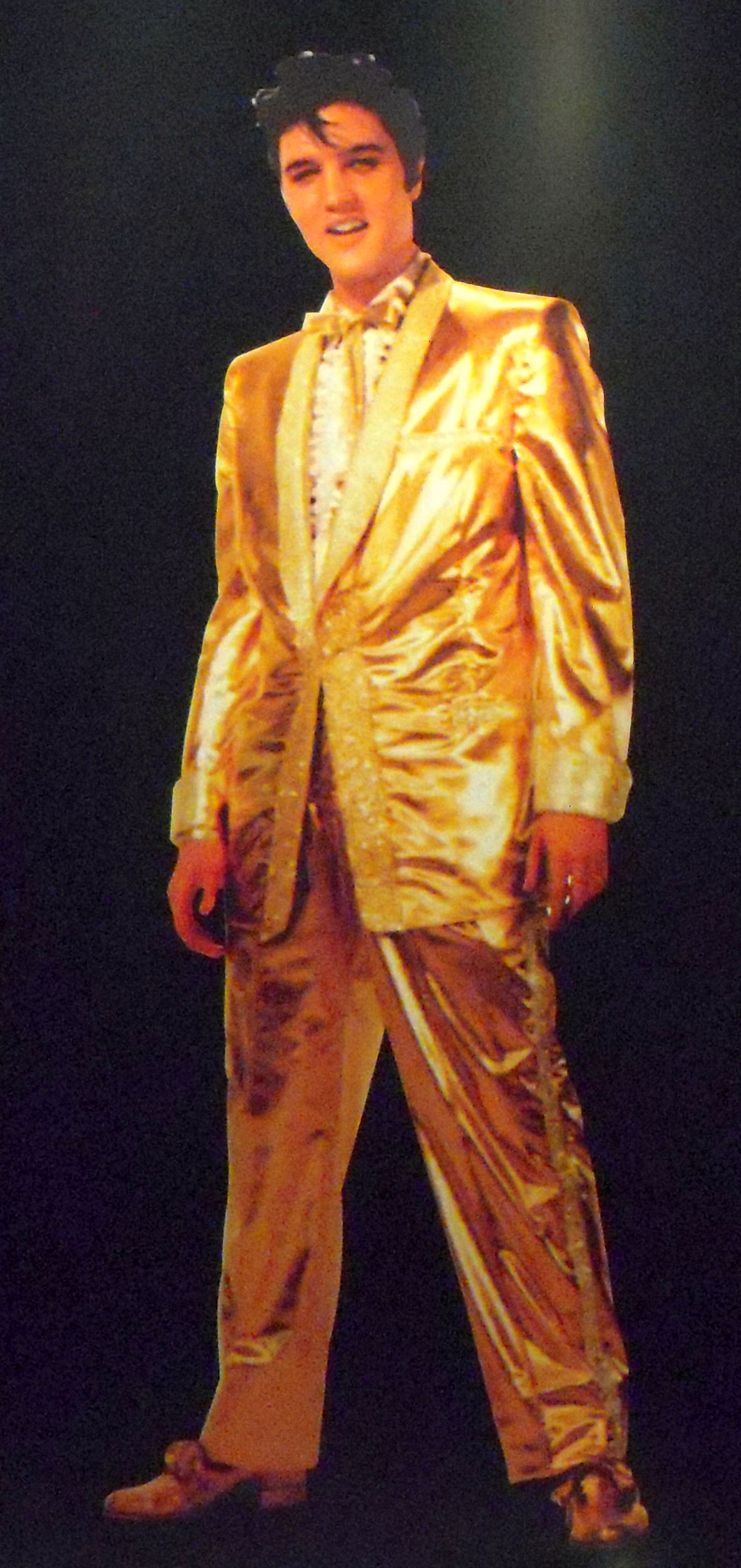
Elvis Presley iförd sin guldlamékostym

Exakt hur formuleringen "50,000,000 Elvis Fans Can't Be Wrong" tillkom är inte känt, men sannolikt låg två omständigheter bakom. År 1958 sade RCA:s ansvarige Steve Sholes i en intervju för tidningen Chicago Tribune att om man inte räknar med album (och då sannolikt heller inte ep-skivor) har varenda skiva (i så fall singelskiva) "som Elvis har spelat in för oss sålt i över en miljon exemplar". "Sedan januari 1956 har vi sålt 50 miljoner Elvis Presley-skivor bara i det här landet". I sin reklam uppgav också RCA att 50 miljoner i titeln avsåg just antalet sålda skivor. Men påståendet på skivomslaget att 50 miljoner Elvis Presley-fans omöjligen kan ha fel har också sin grund i en välkänd slogan om att 50 miljoner fransmän inte kan ha fel, som i sin tur har sitt upphov i hitlåten "Fifty Million Frenchmen Can't Be Wrong" från 1927. Det kan ses som en kommentar till det resonemang som gör gällande att något inte behöver vara sant bara för att många tror det; och kanske var det en direkt replik till en specifik artikel som skrevs två år tidigare i september 1956 av Les Brown för musiktidningen Downbeat. Elvis första framträdande på The Ed Sullivan Show den 9 september 1956 hade lockat 82,6 procent av den tv-tittande publiken och som vid tiden beräknades ha uppgått till 54 miljoner människor – den dittills största publiken för ett underhållningsprogram i USA och ett rekord som skulle stå sig till februari 1964 när The Beatles uppträdde i samma program. Browns artikel tio dagar senare bar titeln "Can Fifty Million Americans Be Wrong?", där han ställer sig frågan om 50 miljoner amerikaner kan ha fel angående Elvis Presley. Han besvarar själv sin fråga med "att 50 000 000 amerikaner har en ytlig eller outvecklad [musik]-smak" och att "50 miljoner amerikaner med lätthet kan vilseledas." RCA:s budskap på skivomslaget var i så fall nej, 50 miljoner Elvis-fans kan inte ha fel.
Skivomslagets framsida har blivit en popklassiker, omedelbart igenkännbar med flera bilder av Elvis iförd en kostym i guldlamé. Det var Elvis manager Tom Parker som hade beställt kostymen, vilken kostade 2 500 amerikanska dollar, även om den i PR-syfte uppgavs ha kostat 10 000 dollar. Till den guldskimrande utstyrseln hörde också en matchande skjorta, en slips i guld och skor i guld. Elvis hade burit hela utstyrseln för en reklambild tidigt 1957. Han bar kostymen live för första gången vid en show i Chicago den 28 mars 1957. Men han tyckte inte speciellt mycket om den, och i de fall han fortsättningsvis använde den nöjde han sig som regel med att ha på sig kavajen till svarta byxor. Genom framför allt skivomslaget har den dock kommit att bli en av hans mest ikoniska utstyrslar. Albumets koncept med sloganen att 50 miljoner fans inte kan ha fel och med flera bilder av Elvis iförd dräkten har kopierats av många andra artister på deras skivomslag, däribland av Rod Stewart, The Fall och Bon Jovi.

## Utgivning och marknadsföring

### Billboard Hot 100
Den enade singellistan Billboard Hot 100 skapades inte förrän i augusti 1958. Innan dess fanns olika sätt att mäta låtarnas och skivornas listpositioner: "Mest sålda i butiker" ("Best Sellers in Stores"), "Mest spelade av diskjockeyer" ("Most Played by Jockeys") och "Mest spelade på jukeboxar" ("Most Played in Jukeboxes"). Och i november 1955 tillkom en fjärde kategori genom listan "Top 100", vilken senare ersattes av "Hot 100"-listan som kom att bli branschstandard. (Se: "De olika listorna".) Två av de fem singlarna på albumet utkom under perioden före "Hot 100"-listans tillkomst.

### Singlarna
"Don't" gavs ut på singel med "I Beg of You" som B-sida den 7 januari 1958. Båda sidorna kom att nå topp 10 på singellistorna. B-sidan "I Beg of You" nådde plats 8 på "Top 100"-listan medan "Don't" kom att toppa inte bara "Top 100"-listan utan också diskjockey- och försäljningslistorna – den senare under fem veckors tid. På countrylistan nådde "I Beg of You" 4:e plats och "Don't" 2:a plats medan de på R&B-listan nådde 5:e respektive 4:e plats. I Storbritannien nådde "Don't" 2:a plats på singellistan, och stannade på andraplatsen under tre veckors tid. När den gavs ut på nytt år 2007 i Storbritannien nådde den 14:e plats.
Elvis 22:a singel blev "Wear My Ring Around Your Neck" med "Doncha' Think It's Time" som B-sida och den utkom den 1 april 1958. B-sidan "Doncha' Think It's Time" nådde plats 21 på "Top 100"-listan och plats 15 på listan "Mest sålda i butiker", medan "Wear My Ring Around Your Neck" nådde 2:a plats på listan "Mest sålda i butiker" och 3:e på "Top 100"-listan liksom på listan "Mest spelade av diskjockeyer". "Wear My Ring Around Your Neck" nådde 3:e plats på countrylistan och 1:a på R&B-listan medan "Doncha' Think It's Time" också nådde 3:e plats på countrylistan och 10:e plats på R&B-listan. I Storbritannien nådde "Wear My Ring Around Your Neck" 3:e plats på singellistan, medan den vid återutgivningen år 2007 på nytt hamnade på listan på en 16:e plats. Även om de båda sidorna skördade framgångar på topplistorna, nådde de inte upp till de senaste singlarnas framgångar och visade på den svårighet som Parker och RCA hade med att försöka hålla Elvis namn vid liv under hans bortovaro.
"One Night" gavs ut på singel med "l Got Stung" som B-sida den 21 oktober 1958. Båda sidorna kom att nå topp 10 på singellistan Billboard Hot 100, som vid denna tid hade etablerats. B-sidan "l Got Stung" nådde plats 8 på listan medan "One Night" nådde 4:e plats "One Night" kom att tillbringa 17 veckor på topp 40, och den placerade sig också på plats 24 på countrylistan. På R&B-listan nådde "One Night" 10:e plats. I Storbritannien, där "One Night" och "l Got Stung" gavs ut som dubbel A-sida, nådde singeln förstaplatsen, och blev kvar där i tre veckor. År 2005 gavs singeln ut på nytt i Storbritannien och kom än en gång att toppa singellistan. Det faktum att båda sidorna rönte sådan framgång och delade på speltiden på radiostationerna kan mycket väl ha varit det som hindrade "One Night" från att nå förstaplatsen i USA.
"(Now and Then There's) A Fool Such as I" gavs ut på singel tillsammans med "I Need Your Love Tonight" den 10 mars 1959. Med så litet nytt material tillgängligt, tvingades RCA att ge ut det med större tidsintervall än någonsin tidigare. Detta fick också till följd att Elvis sent i februari 1959 för första gången på nästan tre år inte hade en enda singel på Billboards singellista. Skivan rönte dock framgång, och för andra gången ("Don't Be Cruel" och "Hound Dog" var den första) kom båda sidorna av en Elvis-singel att nå en topp fem-placering. "A Fool Such as I" nådde 2:a plats och "I Need Your Love Tonight" 4:e. "A Fool Such as I" placerade sig också på 16:e plats på R&B-listan. I Storbritannien, där "A Fool Such as I" och "I Need Your Love Tonight" gavs ut som dubbel A-sida, nådde singeln förstaplatsen där den blev kvar i fem veckor. När "A Fool Such as I" år 2005 på nytt gavs ut i Storbritannien nådde den 2:a plats. I Australien toppade "A Fool Such as I" singellistan i sex veckor. Genom att båda låtarna var så framgångsrika kom de än en gång att konkurrera med varandra om spelutrymme på radiostationerna, vilket sannolikt var orsaken till att ingen av dem nådde förstaplatsen i USA. Skivan kom att nomineras till en Grammy för "Record of the Year", årets skiva 1959, men förlorade till Bobby Darins Mack the Knife.
"A Big Hunk o' Love" gavs ut på singel med "My Wish Came True" som B-sida den 23 juni 1959. Det var det sista outgivna låtmaterialet och det kom att bli den sista singeln som gavs ut innan Elvis återvände till USA nästan nio månader senare. B-sidan "My Wish Came True" nådde plats 12 på Billboards Hot 100-lista, medan "A Big Hunk o' Love" klättrade hela vägen till förstaplatsen, där den stannade i två veckor. De nådde också 10:e respektive 15:e plats på R&B-listan. I Storbritannien nådde "A Big Hunk o' Love" plats 4 och med nyutgåvan år 2007 plats 12. "A Big Hunk o' Love" kom också att nomineras till två Grammyer, dels i klassen "Best Vocal Performance by a Top 40 Artist", dels i klassen "Best R&B Performance", dock utan att vinna.

### Senare utgåvor
RCA återutgav först det ursprungliga albumet med 10 låtar på cd i elektronisk simulerad stereo i september 1984. Denna utgåva drogs dock tillbaka efter bara en kort tid, varefter skivan i november 1984 gavs ut på nytt i mono som på originalet. Cd-utgåvan i Europa som också utkom 1984 innehöll fyra ytterligare låtar: "Santa Bring My Baby Back (To Me)", "Party", "Paralyzed" och "King Creole". RCA återutgav albumet igen 1997 i en utökad upplaga med 20 låtar. Tillkommit hade då "Hard Headed Woman" och "Playing For Keeps" som hade utgjort den miljonsäljande guldsingeln från samma period som inte hade tagits med på albumet. Dessutom hade man inkluderat låtar från bästsäljande ep-skivor; låtar som i flera fall hade varit hit-singlar i andra länder än i USA. År 2007 utkom en utökad utgåva på två cd:ar på Follow That Dream-etiketten. Utöver originalalbumet ingick många alternativtagningar av låtarna.

## Mottagande
Musiktidningen Billboard ansåg i sin recension av albumet att det knappast skulle kunna misslyckas. I en senare recension för Allmusic menar musikkritikern Bruce Eder att albumet ger prov på hur "stark Elvis Presleys lyskraft var i slutet av 1950-talet". Han skriver att "musikens kvalitet är obestridlig" och att "'A Big Hunk of Love', 'I Need Your Love Tonight' och 'I Got Stung' [är] några av de bästa hård-rock'n'roll-låtar" som Elvis någonsin har spelat in.
I The New Rolling Stone Album Guide betecknar rockkritikern David McGee år 2004 hela Elvis' Golden Records-serien som underbar. Det tillhörde också de album som i MusicHound Rock gavs högsta möjliga betyg (i detta fall av musikreportern Steve Knopper). I The New Rolling Stone Record Guide framhåller musikkritikern Dave Marsh den höga kvaliteten på samtliga skivor i Golden Records-serien, vilka innehåller alla såväl stora som små hits. Han menar dessutom att skivomslagen är fantastiska och då särskilt volym 2 med Elvis i sin guldlamékostym.

## Försäljning

### Singelförsäljningen
Förhandsbeställningarna av singeln "Don't" och "I Beg of You" översteg en miljon, och singeln kom att sälja i 1,3 miljoner exemplar, vilket ändå var betydligt mindre än vad tidigare singlar hade sålt.
Förhandsbeställningarna av singeln "Wear My Ring Around Your Neck" och "Doncha' Think It's Time" översteg återigen en miljon. och singeln kom att sälja i över en miljon exemplar.
Singeln "One Night" och "l Got Stung" sålde ett par hundra tusen exemplar fler än de två senaste singelutgåvorna och överträffade därmed "Don't" och "I Beg Of You" genom att sälja i 1,5 miljoner exemplar. Den blev Elvis framgångsrikaste singel sedan "Jailhouse Rock" året innan.
Singeln "(Now and Then There's) A Fool Such as I" och "I Need Your Love Tonight" kombinerade två låtar från den extrainsatta inspelningen i juni 1958 som Parker så starkt ogillade, eftersom han tyckte att ackompanjemanget överröstade Elvis sång. Skivan visade sig dock bli en framgång, och den kom att sälja i en miljon exemplar på en singelmarknad som vid denna tid var vikande.
Med en försäljning på över en miljon, kom singeln "A Big Hunk o' Love" och "My Wish Came True" enligt RCA att bli Elvis 20:e miljonsäljande skiva i rad.

### Albumförsäljningen
Albumet Elvis' Gold Records, Vol. 2 gick in på plats 37 på den amerikanska albumlistan Billboard Top LP's (40) den 4 april 1960. Efter fem veckor på listan, den 2 maj 1960, nådde albumet plats 31, vilket blev dess högsta position. I Cash Box noterades albumet första gången den 5 december 1959 på plats 44 på tidningens albumlista Top 50. Den 30 januari 1960 nådde albumet för första gången plats 14, vilket också blev dess högsta position under fyra osammanhängande veckor och 20 veckor på listan. Elvis' Gold Records, Vol. 2 certifierades guld i USA i november 1966, och platina för fler än en miljon sålda exemplar i mars 1992. På UK Albums Chart i Storbritannien nådde albumet plats 4.

## Låtlistor
Elvis' Gold Records, Vol. 2

### 1959 originalutgåva LP
Listplaceringen på de låtar som tog sig in på listorna innan Billboards Hot 100-lista tillkom i augusti 1958 baseras på Top 100-listan, medan uppgifterna inom parentes också visar den bästa listplaceringen på någon av de andra listorna.
| 1. | I Need Your Love Tonight (A-sida på singel med "A Fool Such as I" – mars 1959.)              | Bix Reichner, Sid Wayne     | 10 juni 1958 20/47-7506-A #4                               | 2:06 |
| 2. | Don't (A-sida på singel med "I Beg of You" – januari 1958.)                                  | Jerry Leiber, Mike Stoller  | 6 september 1957 20/47-7150-A #1 (#1)                      | 2:49 |
| 3. | Wear My Ring Around Your Neck (A-sida på singel med "Doncha' Think It's Time" – april 1958.) | Bert Carroll, Russell Moody | 1 februari 1958 26 feb. 1958 (pålägg) 20/47-7240-A #3 (#2) | 2:15 |
| 4. | My Wish Came True (B-sida på singel med "A Big Hunk o' Love" – juni 1959.)                   | Ivory Joe Hunter            | 6 september 1957 20/47-7600-B #12                          | 2:35 |
| 5. | I Got Stung (B-sida på singel med "One Night" – oktober 1958.)                               | David Hill, Aaron Schroeder | 11 juni 1958 20/47-7410-B #8                               | 1:51 |

| 1.           | One Night (A-sida på singel med "I Got Stung" – oktober 1958.)                                         | Dave Bartholomew, Pearl King, Anita Steiman | 23 februari 1957 20/47-7410-A #4       | 2:31  |
| 2.           | A Big Hunk o' Love (A-sida på singel med "My Wish Came True" – juni 1959.)                             | Aaron Schroeder, Sidney Wyche               | 10 juni 1958 20/47-7600-A #1           | 2:15  |
| 3.           | I Beg of You (B-sida på singel med "Don't" – januari 1958.)                                            | Rose Marie McCoy, Cliff Owens               | 23 februari 1957 20/47-7150-B #8       | 1:52  |
| 4.           | (Now and Then There's) A Fool Such as I (B-sida på singel med "I Need Your Love Tonight" – mars 1959.) | Bill Trader                                 | 10–11 juni 1958 20/47-7506-A #2        | 2:38  |
| 5.           | Doncha' Think It's Time (B-sida på singel med "Wear My Ring Around Your Neck" – april 1958.)           | Luther Dixon, Clyde Otis                    | 1 februari 1958 20/47-7240-B #21 (#15) | 1:57  |
| Total längd: | Total längd:                                                                                           | Total längd:                                | Total längd:                           | 22:49 |

### 1960 LP (Elvis' Golden Records Vol. 2, Storbritannien)
| 1. | I Need Your Love Tonight      | Bix Reichner, Sid Wayne     | 10 juni 1958     | 2:06 |
| 2. | Don't                         | Jerry Leiber, Mike Stoller  | 6 september 1957 | 2:49 |
| 3. | Wear My Ring Around Your Neck | Bert Carroll, Russell Moody | 1 februari 1958  | 2:15 |
| 4. | My Wish Came True             | Ivory Joe Hunter            | 6 september 1957 | 2:35 |
| 5. | I Got Stung                   | David Hill, Aaron Schroeder | 11 juni 1958     | 1:51 |
| 6. | Loving You                    | Jerry Leiber, Mike Stoller  | 24 februari 1957 | 2:15 |
| 7. | (Let Me Be Your) Teddy Bear   | Bernie Lowe, Kal Mann       | 16 januari 1957  | 1:49 |

| 1. | One Night                               | Dave Bartholomew, Pearl King, Anita Steiman | 23 februari 1957 | 2:31 |
| 2. | A Big Hunk o' Love                      | Aaron Schroeder, Sidney Wyche               | 10 juni 1958     | 2:15 |
| 3. | I Beg of You                            | Rose Marie McCoy, Cliff Owens               | 23 februari 1957 | 1:52 |
| 4. | (Now and Then There's) A Fool Such as I | Bill Trader                                 | 10–11 juni 1958  | 2:38 |
| 5. | Doncha' Think It's Time (SP 40/39)      | Luther Dixon, Clyde Otis                    | 1 februari 1958  | 1:57 |
| 6. | Jailhouse Rock                          | Jerry Leiber, Mike Stoller                  | 30 april 1957    | 2:25 |
| 7. | Treat Me Nice                           | Jerry Leiber, Mike Stoller                  | 5 september 1957 | 2:10 |

### 1984 CD-utgåva (Europa, Sverige)
| 1.  | A Big Hunk o' Love                      | Aaron Schroeder, Sidney Wyche               | 10 juni 1958       | 2:15 |
| 2.  | My Wish Came True                       | Ivory Joe Hunter                            | 6 september 1957   | 2:34 |
| 3.  | (Now and Then There's) A Fool Such as I | Bill Trader                                 | 10–11 juni 1958    | 2:31 |
| 4.  | I Need Your Love Tonight                | Bix Reichner, Sid Wayne                     | 10 juni 1958       | 2:06 |
| 5.  | Don't                                   | Jerry Leiber, Mike Stoller                  | 6 september 1957   | 2:50 |
| 6.  | I Beg of You                            | Rose Marie McCoy, Cliff Owens               | 23 februari 1957   | 1:54 |
| 7.  | Santa Bring My Baby Back (To Me)        | Aaron Schroeder, Claude Demetrius           | 7 september 1957   | 1:54 |
| 8.  | Party                                   | Jessie Mae Robinson                         | 21 januari 1957    | 1:33 |
| 9.  | Paralyzed                               | Otis Blackwell, Elvis Presley               | 1–2 september 1956 | 2:25 |
| 10. | One Night                               | Dave Bartholomew, Pearl King, Anita Steiman | 23 februari 1957   | 2:33 |
| 11. | I Got Stung                             | David Hill, Aaron Schroeder                 | 11 juni 1958       | 1:50 |
| 12. | King Creole                             | Jerry Leiber, Mike Stoller                  | 23 januari 1958    | 2:09 |
| 13. | Wear My Ring Around Your Neck           | Bert Carroll, Russell Moody                 | 1 februari 1958    | 2:15 |
| 14. | Doncha' Think It's Time                 | Luther Dixon, Clyde Otis                    | 1 februari 1958    | 1:56 |

### 1997 CD-utgåva
| 1.           | A Big Hunk o' Love                         | Aaron Schroeder, Sidney Wyche               | 10 juni 1958     | 2:12  |
| 2.           | My Wish Came True                          | Ivory Joe Hunter                            | 6 september 1957 | 2:34  |
| 3.           | (Now and Then There's) A Fool Such as I    | Bill Trader                                 | 10–11 juni 1958  | 2:36  |
| 4.           | I Need Your Love Tonight                   | Bix Reichner, Sid Wayne                     | 10 juni 1958     | 2:04  |
| 5.           | Don't                                      | Jerry Leiber, Mike Stoller                  | 6 september 1957 | 2:49  |
| 6.           | I Beg of You                               | Rose Marie McCoy, Cliff Owens               | 23 februari 1957 | 1:51  |
| 7.           | Santa Bring My Baby Back (To Me)           | Aaron Schroeder, Claude Demetrius           | 7 september 1957 | 1:51  |
| 8.           | Santa Claus is Back in Town                | Jerry Leiber, Mike Stoller                  | 7 september 1957 | 2:23  |
| 9.           | Party                                      | Jessie Mae Robinson                         | 21 januari 1957  | 1:26  |
| 10.          | Paralyzed                                  | Otis Blackwell                              | 2 september 1956 | 2:23  |
| 11.          | One Night                                  | Dave Bartholomew, Pearl King, Anita Steiman | 23 februari 1957 | 2:30  |
| 12.          | I Got Stung                                | David Hill, Aaron Schroeder                 | 11 juni 1958     | 1:49  |
| 13.          | King Creole                                | Jerry Leiber, Mike Stoller                  | 23 januari 1958  | 2:09  |
| 14.          | Wear My Ring Around Your Neck              | Bert Carroll, Russell Moody                 | 1 februari 1958  | 2:14  |
| 15.          | Doncha' Think It's Time                    | Luther Dixon, Clyde Otis                    | 1 februari 1958  | 1:56  |
| 16.          | Mean Woman Blues                           | Claude Demetrius                            | 13 januari 1957  | 2:16  |
| 17.          | Playing for Keeps                          | Stan Kesler                                 | 1 september 1956 | 2:50  |
| 18.          | Hard Headed Woman                          | Claude Demetrius                            | 15 januari 1958  | 1:53  |
| 19.          | Got a Lot o' Livin' to Do!                 | Aaron Schroeder, Ben Weisman                | 12 januari 1957  | 2:31  |
| 20.          | (There'll Be) Peace in the Valley (For Me) | Thomas A. Dorsey                            | 13 januari 1957  | 3:21  |
| Total längd: | Total längd:                               | Total längd:                                | Total längd:     | 45:38 |

### 2007 FTD-utgåva
Cd 1
| 1.           | I Need Your Love Tonight                                                                | Bix Reichner, Sid Wayne                     | 10 juni 1958     | 2:05  |
| 2.           | Don't                                                                                   | Jerry Leiber, Mike Stoller                  | 6 september 1957 | 2:48  |
| 3.           | Wear My Ring Around Your Neck                                                           | Bert Carroll, Russell Moody                 | 1 februari 1958  | 2:13  |
| 4.           | My Wish Came True                                                                       | Ivory Joe Hunter                            | 6 september 1957 | 2:34  |
| 5.           | I Got Stung                                                                             | David Hill, Aaron Schroeder                 | 11 juni 1958     | 1:49  |
| 6.           | One Night                                                                               | Dave Bartholomew, Pearl King, Anita Steiman | 23 februari 1957 | 2:32  |
| 7.           | A Big Hunk o' Love (Splice 3/4)                                                         | Aaron Schroeder, Sidney Wyche               | 10 juni 1958     | 2:13  |
| 8.           | I Beg of You                                                                            | Rose Marie McCoy, Cliff Owens               | 23 februari 1957 | 1:53  |
| 9.           | (Now and Then There's) A Fool Such as I                                                 | Bill Trader                                 | 10–11 juni 1958  | 2:37  |
| 10.          | Doncha' Think It's Time (Splice 40/39 – LP version) Bonus Masters                       | Luther Dixon, Clyde Otis                    | 1 februari 1958  | 1:56  |
| 11.          | Your Cheatin' Heart                                                                     | Hank Williams                               | 1 februari 1958  | 2:34  |
| 12.          | Ain't That Loving You Baby                                                              | Clyde Otis, Ivory Joe Hunter                | 10–11 juni 1958  | 2:22  |
| 13.          | Doncha' Think It's Time (Splice 47/40/48 – Original Single Master) February '58 Session | Clyde Otis, Willie Dixon                    | 1 februari 1958  | 1:58  |
| 14.          | Wear My Ring Around Your Neck (Undubbed)                                                | Bert Carroll, Russell Moody                 | 1 februari 1958  | 2:26  |
| 15.          | Your Cheatin' Heart (Alternative take 9)                                                | Hank Williams                               | 1 februari 1958  | 2:54  |
| 16.          | Doncha' Think It's Time (Take 39)                                                       | Clyde Otis, Willie Dixon                    | 1 februari 1958  | 1:57  |
| 17.          | Doncha' Think It's Time (Take 40)                                                       | Clyde Otis, Willie Dixon                    | 1 februari 1958  | 2:04  |
| 18.          | Doncha' Think It's Time (Take 47)                                                       | Clyde Otis, Willie Dixon                    | 1 februari 1958  | 2:06  |
| 19.          | Doncha' Think It's Time (Take 48) June '58 Sessions                                     | Clyde Otis, Willie Dixon                    | 1 februari 1958  | 1:58  |
| 20.          | A Big Hunk o' Love (Take 1, Pb)                                                         | Aaron Schroeder, Sidney Wyche               | 10 juni 1958     | 2:27  |
| 21.          | A Big Hunk o' Love (Take 2, Pb)                                                         | Schroeder, Wyche                            | 10 juni 1958     | 2:25  |
| 22.          | A Big Hunk o' Love (Take 3, Pb)                                                         | Schroeder, Wyche                            | 10 juni 1958     | 2:22  |
| 23.          | A Big Hunk o' Love (Take 4, Pb)                                                         | Schroeder, Wyche                            | 10 juni 1958     | 2:22  |
| 24.          | Ain't That Loving You Baby (Take 1, Pb)                                                 | Clyde Otis, Ivory Joe Hunter                | 10–11 juni 1958  | 2:35  |
| 25.          | Ain't That Loving You Baby (Take 2, Lfs)                                                | Clyde Otis, Ivory Joe Hunter                | 10–11 juni 1958  | 0:42  |
| 26.          | Ain't That Loving You Baby (Take 3, Fs)                                                 | Clyde Otis, Ivory Joe Hunter                | 10–11 juni 1958  | 0:17  |
| 27.          | Ain't That Loving You Baby (Take 4, M)                                                  | Clyde Otis, Ivory Joe Hunter                | 10–11 juni 1958  | 2:36  |
| 28.          | Ain't That Loving You Baby (Take 5, Fs)                                                 | Clyde Otis, Ivory Joe Hunter                | 10–11 juni 1958  | 0:18  |
| 29.          | Ain't That Loving You Baby (Take 6, Lfs)                                                | Clyde Otis, Ivory Joe Hunter                | 10–11 juni 1958  | 0:33  |
| 30.          | Ain't That Loving You Baby (Take 7, Lfs)                                                | Clyde Otis, Ivory Joe Hunter                | 10–11 juni 1958  | 0:56  |
| 31.          | Ain't That Loving You Baby (Take 8, Lfs)                                                | Clyde Otis, Ivory Joe Hunter                | 10–11 juni 1958  | 1:42  |
| 32.          | Ain't That Loving You Baby (Take 9, Lfs)                                                | Clyde Otis, Ivory Joe Hunter                | 10–11 juni 1958  | 0:34  |
| 33.          | Ain't That Loving You Baby (Take 10, Lfs)                                               | Clyde Otis, Ivory Joe Hunter                | 10–11 juni 1958  | 1:27  |
| 34.          | Ain't That Loving You Baby (Take 11, Lfs)                                               | Clyde Otis, Ivory Joe Hunter                | 10–11 juni 1958  | 1:55  |
| Total längd: | Total längd:                                                                            | Total längd:                                | Total längd:     | 66:10 |

Cd 2
| 1.           | I Need Your Love Tonight (Take 1, Lfs, Starts With Part of Demo)      | Bix Reichner, Sid Wayne     | 10 juni 1958    | 1:35  |
| 2.           | I Need Your Love Tonight (Take 2, Fs)                                 | Bix Reichner, Sid Wayne     | 10 juni 1958    | 0:15  |
| 3.           | I Need Your Love Tonight (Take 3, Lfs)                                | Bix Reichner, Sid Wayne     | 10 juni 1958    | 0:21  |
| 4.           | I Need Your Love Tonight (Take 4, Pb)                                 | Bix Reichner, Sid Wayne     | 10 juni 1958    | 2:09  |
| 5.           | I Need Your Love Tonight (Take 5, Pb)                                 | Bix Reichner, Sid Wayne     | 10 juni 1958    | 2:07  |
| 6.           | I Need Your Love Tonight (Take 6, Lfs)                                | Bix Reichner, Sid Wayne     | 10 juni 1958    | 1:43  |
| 7.           | I Need Your Love Tonight (Take 7, Pb)                                 | Bix Reichner, Sid Wayne     | 10 juni 1958    | 2:08  |
| 8.           | I Need Your Love Tonight (Take 8, Lfs)                                | Bix Reichner, Sid Wayne     | 10 juni 1958    | 0:37  |
| 9.           | I Need Your Love Tonight (Take 9, Lfs)                                | Bix Reichner, Sid Wayne     | 10 juni 1958    | 2:07  |
| 10.          | I Need Your Love Tonight (Take 10a, Pb)                               | Bix Reichner, Sid Wayne     | 10 juni 1958    | 2:10  |
| 11.          | I Need Your Love Tonight (Take 10b, Lfs)                              | Bix Reichner, Sid Wayne     | 10 juni 1958    | 0:44  |
| 12.          | I Need Your Love Tonight (Take 11, Fs)                                | Bix Reichner, Sid Wayne     | 10 juni 1958    | 0:16  |
| 13.          | I Need Your Love Tonight (Take 12, Pb)                                | Bix Reichner, Sid Wayne     | 10 juni 1958    | 0:12  |
| 14.          | I Need Your Love Tonight (Take 13, Pb)                                | Bix Reichner, Sid Wayne     | 10 juni 1958    | 2:08  |
| 15.          | I Need Your Love Tonight (Take 14, Pb)                                | Bix Reichner, Sid Wayne     | 10 juni 1958    | 2:12  |
| 16.          | I Need Your Love Tonight (Take 15, Pb)                                | Bix Reichner, Sid Wayne     | 10 juni 1958    | 2:15  |
| 17.          | I Need Your Love Tonight (Take 16, Lfs)                               | Bix Reichner, Sid Wayne     | 10 juni 1958    | 0:38  |
| 18.          | I Need Your Love Tonight (Take 17, Lfs)                               | Bix Reichner, Sid Wayne     | 10 juni 1958    | 0:27  |
| 19.          | I Need Your Love Tonight (Take 18, M)                                 | Bix Reichner, Sid Wayne     | 10 juni 1958    | 2:11  |
| 20.          | (Now and Then There's) A Fool Such as I (Take 1, Fs)                  | Bill Trader                 | 10–11 juni 1958 | 0:14  |
| 21.          | (Now and Then There's) A Fool Such as I (Take 2, Fs)                  | Bill Trader                 | 10–11 juni 1958 | 0:13  |
| 22.          | (Now and Then There's) A Fool Such as I (Take 3, Pb)                  | Bill Trader                 | 10–11 juni 1958 | 2:46  |
| 23.          | (Now and Then There's) A Fool Such as I (Take 4, Fs)                  | Bill Trader                 | 10–11 juni 1958 | 0:20  |
| 24.          | (Now and Then There's) A Fool Such as I (Take 5, Pb)                  | Bill Trader                 | 10–11 juni 1958 | 2:42  |
| 25.          | (Now and Then There's) A Fool Such as I (Take 6, Fs)                  | Bill Trader                 | 10–11 juni 1958 | 0:29  |
| 26.          | (Now and Then There's) A Fool Such as I (Take 7, Fs)                  | Bill Trader                 | 10–11 juni 1958 | 0:13  |
| 27.          | (Now and Then There's) A Fool Such as I (Take 8, Pb)                  | Bill Trader                 | 10–11 juni 1958 | 2:45  |
| 28.          | (Now and Then There's) A Fool Such as I (Take 9, M)                   | Bill Trader                 | 10–11 juni 1958 | 2:48  |
| 29.          | I Got Stung (Take 1, Lfs)                                             | David Hill, Aaron Schroeder | 11 juni 1958    | 1:28  |
| 30.          | I Got Stung (Take 2, Lfs)                                             | David Hill, Aaron Schroeder | 11 juni 1958    | 0:39  |
| 31.          | I Got Stung (Take 3, Lfs)                                             | David Hill, Aaron Schroeder | 11 juni 1958    | 1:34  |
| 32.          | I Got Stung (Take 4, Lfs)                                             | David Hill, Aaron Schroeder | 11 juni 1958    | 0:25  |
| 33.          | I Got Stung (Take 5, Lfs)                                             | David Hill, Aaron Schroeder | 11 juni 1958    | 0:31  |
| 34.          | I Got Stung (Take 6, Fs)                                              | David Hill, Aaron Schroeder | 11 juni 1958    | 0:13  |
| 35.          | I Got Stung (Take 7, Fs)                                              | David Hill, Aaron Schroeder | 11 juni 1958    | 0:17  |
| 36.          | I Got Stung (Take 8, Pb)                                              | David Hill, Aaron Schroeder | 11 juni 1958    | 1:57  |
| 37.          | I Got Stung (Take 9, Lfs)                                             | David Hill, Aaron Schroeder | 11 juni 1958    | 0:34  |
| 38.          | I Got Stung (Take 10, Pb)                                             | David Hill, Aaron Schroeder | 11 juni 1958    | 2:05  |
| 39.          | I Got Stung (Take 11, Pb)                                             | David Hill, Aaron Schroeder | 11 juni 1958    | 1:58  |
| 40.          | I Got Stung (Take 12, Pb)                                             | David Hill, Aaron Schroeder | 11 juni 1958    | 2:04  |
| 41.          | I Got Stung (Take 13, Fs)                                             | David Hill, Aaron Schroeder | 11 juni 1958    | 0:13  |
| 42.          | I Got Stung (Take 14, Pb)                                             | David Hill, Aaron Schroeder | 11 juni 1958    | 1:58  |
| 43.          | I Got Stung (Take 15, Lfs)                                            | David Hill, Aaron Schroeder | 11 juni 1958    | 0:52  |
| 44.          | I Got Stung (Take 16, Pb)                                             | David Hill, Aaron Schroeder | 11 juni 1958    | 1:57  |
| 45.          | I Got Stung (Take 17, Fs)                                             | David Hill, Aaron Schroeder | 11 juni 1958    | 0:30  |
| 46.          | I Got Stung (Take 18, Lfs)                                            | David Hill, Aaron Schroeder | 11 juni 1958    | 1:44  |
| 47.          | I Got Stung (Take 20, Pb)                                             | David Hill, Aaron Schroeder | 11 juni 1958    | 2:03  |
| 48.          | I Got Stung (Take 21, Lfs)                                            | David Hill, Aaron Schroeder | 11 juni 1958    | 0:40  |
| 49.          | I Got Stung (Take 22, Pb)                                             | David Hill, Aaron Schroeder | 11 juni 1958    | 1:54  |
| 50.          | I Got Stung (Take 23, Lfs)                                            | David Hill, Aaron Schroeder | 11 juni 1958    | 1:09  |
| 51.          | I Got Stung (Take 24, M) Elvis Sails EP                               | David Hill, Aaron Schroeder | 11 juni 1958    | 1:54  |
| 52.          | Press Interview With Elvis Presley (At Brooklyn Army Terminal)        |                             |                 | 5:26  |
| 53.          | Elvis Presley's Newsreel Interview                                    |                             |                 | 2:20  |
| 54.          | Pat Hernon Interview (In the Library of the U.S.S Randall at Sailing) |                             |                 | 2:15  |
| Total längd: | Total längd:                                                          | Total längd:                | Total längd:    | 77:25 |

Pb = Playback = Complete

Fs = False start

Lfs = Long false start

M = Master

## Medverkande
Radio Recorders – Hollywood, 23 februari 1957, 6 september 1957, 1 februari 1958
- Elvis Presley – sång, gitarr
- Scotty Moore – gitarr
- Bill Black – bas
- D. J. Fontana – trummor
- Dudley Brooks – piano
- The Jordanaires: Gordon Stoker; Neal Matthews; Hoyt Hawkins; Hugh Jarrett – bakgrundssång
- Millie Kirkham – bakgrundssång (6 september 1957)
- Hilmer J. "Tiny" Timbrell – gitarr (1 februari 1958)
- Steve Sholes – producent
- Thorne Nogar – ljudtekniker

RCA Studio B – Nashville, 10–11 juni 1958
- Elvis Presley – sång, gitarr
- Hank Garland – gitarr
- Chet Atkins – gitarr
- Bob Moore – bas
- D. J. Fontana – trummor
- Floyd Cramer – piano
- Murrey "Buddy" Harman – trummor, bongotrummor
- The Jordanaires: Gordon Stoker; Neal Matthews; Hoyt Hawkins; Ray Walker – bakgrundssång
- Steve Sholes – producent
- Bob Farris – ljudtekniker

Radio Recorders – Hollywood, 26 februari 1958 (overdub session)
- Elvis Presley – piano- och gitarrpålägg på "Wear My Ring Around Your Neck"

## Topplistor
| Lista (1960)                     | Högsta position |
| Storbritannien (UK Albums Chart) | 4               |
| USA Billboard Top LP's           | 31              |
| USA Cash Box Top 50 Albums       | 14              |

| \| Område \| Certifiering \| Försäljning \| \| USA (RIAA)[7] \| platina \| 1 000 \| |              |             |
| Område                                                                              | Certifiering | Försäljning |
| USA (RIAA)                                                                          | platina      | 1 000       |

| Område     | Certifiering | Försäljning |
| USA (RIAA) | platina      | 1 000       |